# Ахмадов, Шарип
Шари́п Ахма́дов (Сали́м Абано́з) (род. 1 августа 1969) — турецкий дзюдоист чеченского происхождения, призёр чемпионата Европы по дзюдо 1994 года, участник летних Олимпийских игр 1996 года в Атланте. На Олимпиаде Ахмадов победил парагвайца Хорхе Пассе, но проиграл бразильцу Себастьяну Перейре. В утешительной схватке он проиграл французу Кристофу Гальяно и остался без олимпийской награды.

## Спортивные результаты
- 03.08.1999, Международный турнир, Набуль, Тунис, вес 73 кг, 3-е место;
- 22.02.1998, Кубок Мира, Мюнхен, Германия, вес 73 кг, 7-е место;
- 15.02.1998, Кубок Мира, Леондинг, Австрия, вес 73 кг, 5-е место;
- 01.02.1998, Международный турнир «Свобода» группы А, этап Кубка Мира, София, Болгария, вес 73 кг, 3-е место;
- 02.02.1997, Международный турнир «Свобода» группы А, этап Кубка Мира, София, Болгария, вес 71 кг, 3-е место;
- 05.02.1995, Международный турнир «Свобода» группы А, этап Кубка Мира, София, Болгария, вес 65 кг, 3-е место;
- 22.05.1994, Чемпионат Европы, Гданьск, Польша, вес 65 кг, 3-е место;
- 03.04.1994, Международный турнир «Датч», Хертогенбос, Голландия, 3-е место;
- 20.02.1994, Международный турнир «Свобода» группы А, этап Кубка Мира, София, Болгария, вес 65 кг, 2-е место;
- 24.10.1993, Чемпионат Европы командный, Франкфурт-на-Майне, Германия, вес 65 кг, 3-е место.